# Province de Poopó
La province de Poopó (en espagnol : Provincia de Poopó) est une des 16 provinces du département d'Oruro, en Bolivie. Son chef-lieu est la ville de Poopó.